# Spiral (Buffy the Vampire Slayer)
Spiral (Odisea en Hispanoamércica y Espiral en España) es el vigésimo episodio de la quinta temporada de la serie de televisión estadounidense Buffy, la cazavampiros.

## Argumento
Buffy (Sarah Michelle Gellar) y Dawn (Michelle Trachtenberg) huyen de Glory (Clare Kramer) para salvar sus vidas. Son bastante afortunadas y logran escapar gracias a la magia de Willow (Alyson Hannigan) y a que un camión atropella a Glory. La pandilla se reúne en casa de Xander (Nicholas Brendon), donde Buffy decide que deben abandonar la ciudad. Spike (James Marsters) soluciona el problema de transporte de la pandilla llegando con una autocaravana protegida contra la luz solar. Los Caballeros de Bizancio recuperan a su miembro del hospital y averiguan la forma que adoptó la Llave.
Viajando por carretera, Dawn conforta a Buffy, que está deprimida y preocupada. En eso, los Caballeros les atacan. Una espada atraviesa el techo casi matando a Buffy, pero Spike la detiene con sus manos desnudas. Buffy lucha con uno de los Caballeros en el techo de la caravana pero en medio de la pelea un ataque hiere de gravedad a Giles (Anthony Head) y voltea el vehículo. La pandilla se resguarda en una vieja gasolinera. Buffy se defiende de los atacantes como puede hasta que Willow crea una barrera mágica de protección. Dejando capturado al jefe de los caballeros de Bizancio con los scoobies. El jefe comienza a ser interrogado por la cazadora hasta que les explica la historia de cómo Glory llegó hasta la tierra.
Según el relato la diosa infernal fue desterrada de su propia dimensión por obra de otras dos deidades demoníacas que se negaban a perder el derecho de gobernar la dimensión. En respuesta, las diosas capturaron a Glory en el cuerpo de un varón recién nacido, el cual si llegara a ser destruido podría llevar hasta la muerte a Glory. Dawn le exige al jefe información sobre ella misma y el jefe explica que Glory planea usarla para abrir un portal de regreso a su mundo, pero en el proceso derribar todas las paredes dimensionales, sembrando el caos en la misma tierra.
Los enfermos mentales que ha ido creando Glory incluyendo al caballero y Tara (Amber Benson) se ponen nerviosos repentinamente, anuncian que ha llegado la hora y escapan del hospital. Xander parlamenta con los soldados y promete protección para el rehén a cambio que les permitan llamar a Ben (Charlie Weber) para que atienda a Giles. Una vez allí, el muchacho es advertido por el jefe de la pandilla y le suplica acabar con Dawn para detener a Glory de una vez por todas. Ben repentinamente se transforma en Glory, mata al jefe de los Caballeros, pelea con la pandilla para hacerse con Dawn y rompe el campo de energía. Detrás de ellas una Buffy desesperada intenta salir pero es incapaz por la barrera. 
Cuando Willow deshace el hechizo de protección ven que Glory ha matado a la mayoría de los Caballeros que estaban fuera y se ha ido, llevándose a Dawn. Sabiendo que tienen que moverse rápido, suben al automóvil de Ben para perseguir a Glory. La pérdida de Dawn a manos de Glory ha dejado a la Cazadora en estado catatónico.

## Reparto

### Personajes principales
- Sarah Michelle Gellar como Buffy Summers.
- Nicholas Brendon como Xander Harris.
- Alyson Hannigan como Willow Rosenberg.
- Emma Caulfield como Anya Jenkins.
- Michelle Trachtenberg como Dawn Summers.
- James Marsters como Spike.
- Anthony Stewart Head como Rupert Giles.

### Apariciones especiales
- Amber Benson como Tara Maclay.
- Clare Kramer como Glory.
- Charlie Weber como Ben
- Wade Williams como General Gregor.
- Karim Prince como Dante.

### Personajes secundarios
- Justin Gorence como Orlando.
- Lily Knight como Gronx.
- Todd Duffey como Murk.
- Jack Donner como Clérigo 1.
- Bob Morrisey como Loco 1.
- Paul Bates como Loco 2.
- Carl J. Johnson como Loco 3.
- Mary Sheldon como Enfermera.

## Continuidad
Aquí se presentan los hechos que o bien influyen en la quinta temporada exclusivamente, o bien que viniendo de episodios anteriores influyen en este. Y por último, acontecimientos que ocurren en este episodio que influyen en las demás temporadas o en alguna otra temporada.

### Para la quinta temporada
- Spike presencia la transformación de Ben a Glory. Hecho que explicará por qué Dawn no recordó nada de la trasnformación de Ben en el hospital en Blood Ties.
- Las víctimas enloquecidas de Glory escapan del hospital para construir la torre del ritual para usar a Dawn.